# Nagroda za pierwszoplanową rolę męską na Festiwalu Polskich Filmów Fabularnych
Nagroda za pierwszoplanową rolę męską na Festiwalu Polskich Filmów Fabularnych w Gdańsku i (od 1987 roku) w Gdyni jest przyznawana w konkursie głównym od pierwszej edycji festiwalu, czyli od 1974 roku. Najmłodszym laureatem jest Jan Jankowski, który w 1985 roku w wieku dwudziesu czterech lat został wyróżniony za rolę w filmie Sam pośród swoich. Najstarszym zaś Jan Nowicki; w 2008 roku miał sześćdziesiąt dziewięć lat, kiedy przyznano mu nagrodę za obraz Jeszcze nie wieczór. Bogusław Linda oraz Janusz Gajos czterokrotnie wygrywali rywalizację o nagrodę za pierwszoplanową rolę męską i jest to rekord w historii festiwalu. Trzy razy zwyciężali  Krzysztof Majchrzak oraz Andrzej Chyra, dwa – Marek Kondrat, Dawid Ogrodnik, Franciszek Pieczka, Krzysztof Pieczyński, Roman Wilhelmi, Zbigniew Zamachowski, Zbigniew Zapasiewicz i Robert Więckiewicz. W ciągu ponad trzydziestu lat istnienia festiwalu tylko dwa razy w konkursie na najlepszego aktora tryumfowali obcokrajowcy. W 1976 roku był to Rosjanin Aleksandr Kalagin, a w 1997 – Niemiec Til Schweiger. Nagrodą dla zwycięzcy jest 15 tysięcy złotych.

## Laureaci nagrody

### 1974–1979
- 1974: nagroda ex-aequo
  - Henryk Bąk − Uszczelka jako dyrektor Aleksander Sochacki
  - Daniel Olbrychski − Potop jako Andrzej Kmicic
- 1975: nagroda ex-aequo
  - Jerzy Bińczycki − Noce i dnie jako Bogumił Niechcic
  - Krzysztof Majchrzak − Koniec babiego lata jako Janek Kozioł
  - Wojciech Pszoniak − Ziemia obiecana jako Moryc Welt
  - Roman Wilhelmi − Zaklęte rewiry jako Robert Fornalski
- 1976: nagroda ex-aequo
  - Aleksandr Kalagin − Jarosław Dąbrowski jako pułkownik Tuchołko
  - Andrzej Kopiczyński − Motylem jestem, czyli romans 40-latka jako inżynier Stefan Karwowski
  - Zdzisław Kozień − Skazany jako Zygmunt Bielczyk
  - Franciszek Pieczka − Blizna jako dyrektor Stefan Bednarz
  - Franciszek Trzeciak − Hazardziści jako Zygmunt Jaskólski
- 1977: nagroda ex-aequo
  - Janusz Gajos − Milioner jako Józef Mikuła
  - Zbigniew Zapasiewicz − Barwy ochronne jako Docent Jakub Szelestowski
- 1978: nagroda ex-aequo
  - Krzysztof Janczar − Nie zaznasz spokoju jako Tolek „Bicz” Maliniak
  - Eugeniusz Priwieziencew – Wielki podryw jako Sylwik
- 1979: Jerzy Stuhr − Amator jako Filip Mosz i Szansa jako Zygmunt Ejmont

### 1980–1989
- 1980: Roman Wilhelmi − Ćma jako Jan
- 1981: Janusz Gajos − Wahadełko jako Michał Szmańda
- 1982: festiwal nie odbył się
- 1983: festiwal nie odbył się
- 1984: Władysław Kowalski − Kartka z podróży jako Jakub Rosenberg
- 1985: Jan Jankowski − Sam pośród swoich jako porucznik Andrzej Kmita „Babinicz"
- 1986: Krzysztof Pieczyński − Jezioro Bodeńskie jako Bohater i Wielki bieg jako Wrzesień
- 1987: Bogusław Linda − Magnat jako Bolko Heinrich i Przypadek jako Witek Długosz
- 1988: Bogusław Linda − Kobieta samotna jako Jacek Grochala
- 1989: nie przyznano nagród regulaminowych

### 1990–1999
- 1990: Janusz Gajos − Przesłuchanie jako major „Kąpielowy” i Ucieczka z kina „Wolność” jako Cenzor Rabkiewicz
- 1991: Adam Ferency − Kanalia jako Jegor Potapowicz Jegorow
- 1992: Bogusław Linda − Psy jako Franz Maurer
- 1993: Franciszek Pieczka − Jańcio Wodnik jako Jańcio Wodnik
- 1994: Zbigniew Zamachowski − Zawrócony jako Tomasz Siwek
- 1995: nagroda ex-aequo
  - Marek Kondrat − Pułkownik Kwiatkowski jako Andrzej Kwiatkowski
  - Bogusław Linda − Tato jako Michał Sulecki
- 1996: Jerzy Kamas − Kratka jako Eugeniusz
- 1997: Til Schweiger − Bandyta jako Brutecki
- 1998: Krzysztof Majchrzak − Historia kina w Popielawach jako Józef Andryszek V
- 1999: Andrzej Chyra − Dług jako Gerard Nowak

### 2000–2009
- 2000: Zbigniew Zapasiewicz − Życie jako śmiertelna choroba przenoszona drogą płciową jako Tomasz Berg
- 2001: Krzysztof Pieczyński − Jutro będzie niebo jako mężczyzna
- 2002: Marek Kondrat − Dzień świra jako Adaś Miauczyński
- 2003: Krzysztof Majchrzak − Pornografia jako Fryderyk
- 2004: nagroda ex-aequo
  - Marian Dziędziel − Wesele jako Wiesław Wojnar
  - Krzysztof Globisz − Długi weekend jako Bogdan Lewicki
- 2005: Andrzej Chyra − Komornik jako Lucjan Bohme
- 2006: Zbigniew Zamachowski − Przybyli ułani jako Marian
- 2007: Robert Więckiewicz − Świadek koronny jako Jan „Blacha” Blachowski i Wszystko będzie dobrze jako Andrzej
- 2008: Jan Nowicki − Jeszcze nie wieczór jako Jerzy „Wielki Szu"
- 2009: Borys Szyc − Wojna polsko-ruska jako Andrzej „Silny” Robakowski

### Od 2010
- 2010: nagroda ex-aequo
  - Tomasz Schuchardt − Chrzest jako Janek
  - Wojciech Zieliński − Chrzest jako Michał
- 2011: Marcin Dorociński − Róża jako Tadeusz
- 2012: Robert Więckiewicz − W ciemności jako Leopold Socha
- 2013: Andrzej Chyra − W imię... jako ksiądz Adam
- 2014: Tomasz Kot − Bogowie jako Zbigniew Religa
- 2015: nagroda ex-aequo
  - Krzysztof Stroiński − Anatomia zła jako Karol Z. „Lulek”
  - Janusz Gajos – Body/Ciało jako prokurator Janusz Koprowicz
- 2016: Andrzej Seweryn – Ostatnia rodzina jako Zdzisław Beksiński
- 2017: Dawid Ogrodnik – Cicha noc jako Adam
- 2018: Adam Woronowicz – Kamerdyner jako Hermann von Krauss
- 2019: Dawid Ogrodnik – Ikar. Legenda Mietka Kosza jako Mieczysław Kosz
- 2020: Piotr Trojan – 25 lat niewinności. Sprawa Tomka Komendy jako Tomasz Komenda
- 2021: Jacek Beler – Inni ludzie jako Kamil